# دوزال

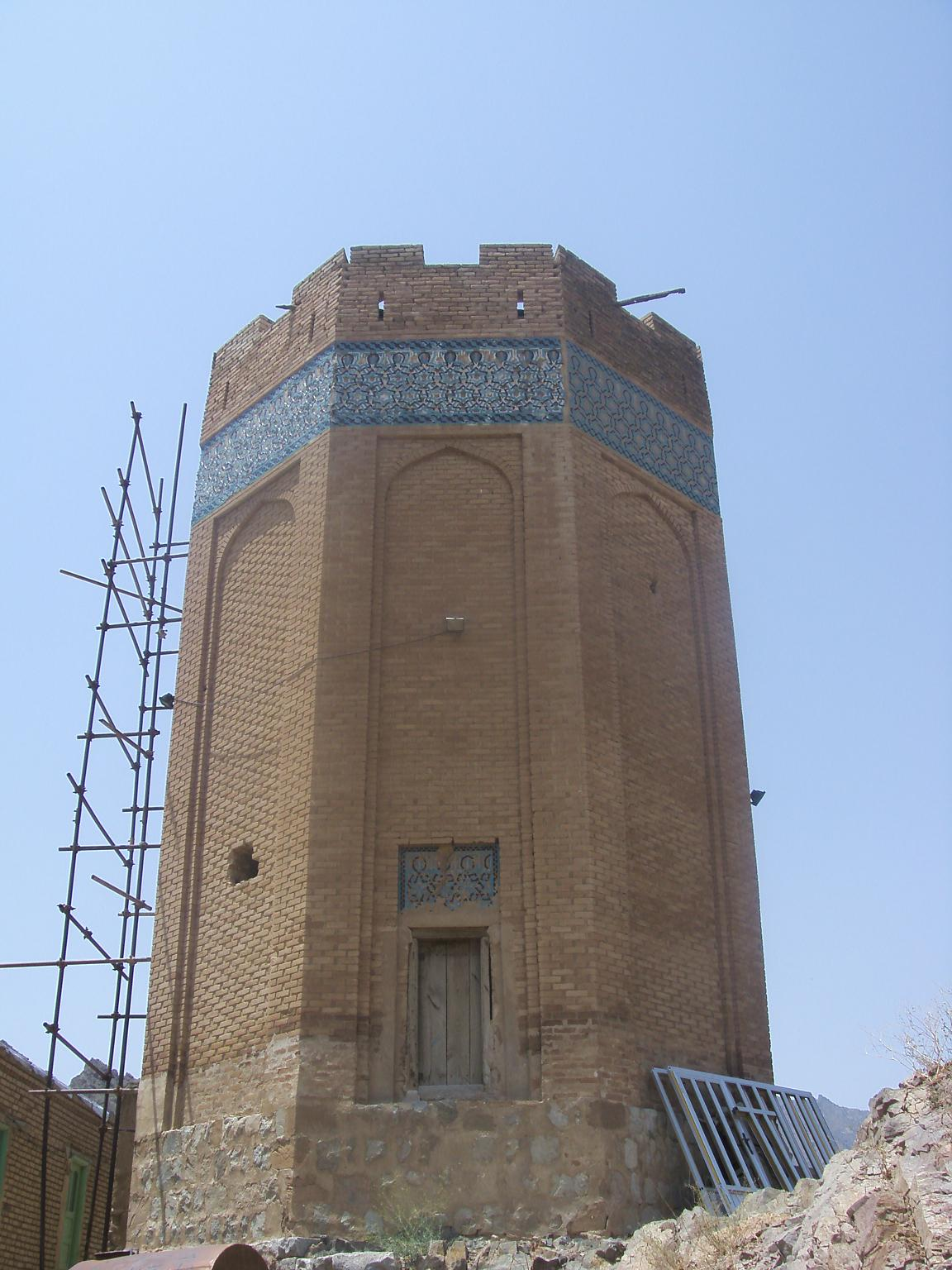
برج دوزال.

دوزال یکی از روستاهای استان آذربایجان شرقی که در دهستان نوجه‌مهر بخش سیه‌رود شهرستان جلفا واقع شده‌است.

## موقعیت
این روستا در کنارهٔ رود ارس و در مرز کشور ارمنستان قرار گرفته‌است. سابقاً روستای دوزال تابع دیزمار ارسباران یا خاروانا بود. این روستا اقامتگاه زمستانی بایندر بیگ حاکم دیزمار و شهر خاروانا اقامتگاه تابستانی وی به شمار می‌آید. بنای اولیه مسجد تاریخی خاروانا توسط دختران بایندر بیگ ساخته شده است. روستای دوزال امامزاده‌های متعددی مربوط به دورهٔ سلجوقیان را در خود جای داده‌است که از این میان «امامزاده شعیب» که در زیر برج دوزال قرار گرفته‌است، مهم‌ترین اثر تاریخی این روستا به‌شمار می‌رود.

## جمعیت
جمعیت روستای دوزال برپایهٔ نتایج سرشماری عمومی نفوس و مسکن مرکز آمار ایران در سال ۱۳۸۵ خورشیدی بالغ بر ۴۹۶ نفر بوده‌است که از این جهت یکی از پرجمعیت‌ترین روستاهای شهرستان جلفا محسوب می‌گردد. بر همین اساس شمار خانوارهای ساکن این روستا در این سال بالغ بر ۱۱۱ خانوار بوده‌است. همچنین شمار افراد باسواد دوزال بالغ بر ۳۲۴ نفر و شمار افراد بی‌سواد بالغ بر ۱۱۵ نفر بوده‌است.